# Захаров, Владимир Алексеевич
Влади́мир Алексе́евич Заха́ров (1 февраля 1950, Чистяково, Сталинская область — 2015, Донецк, Украина) — советский футболист, полузащитник, нападающий.
В первенстве СССР выступал за команды «Шахтёр» Торез (1967—1968), «Шахтёр» Донецк (1968—1974), «Кривбасс» Кривой Рог (1975—1979), «Шахта имени Засядько» Донецк (1985, КФК). В чемпионате в 1968—1971, 1973—1974 годах провёл 65 матчей, забил пять голов.
В августе 2014 года у Захарова был диагностирован рак лёгких второй стадии с метастазами в головной мозг. Скончался через восемь месяцев лечения.